# 10123 Fideöja
Fideöja è un asteroide della fascia principale. Scoperto nel 1993, presenta un'orbita caratterizzata da un semiasse maggiore pari a 2,2696001 UA e da un'eccentricità di 0,2061924, inclinata di 4,05363° rispetto all'eclittica.